# Loch Tummel
Loch Tummel är en sjö i Storbritannien.   Den ligger i kommunen Perth and Kinross och riksdelen Skottland, i den norra delen av landet, 600 km norr om huvudstaden London. Loch Tummel ligger 288 meter över havet.  I omgivningarna runt Loch Tummel växer i huvudsak blandskog.